# Hans Geiger
Hans Geiger (Norimberga, 24 dicembre 1905 – 25 agosto 1991) è stato un calciatore tedesco, di ruolo centrocampista.

## Palmarès

### Club

#### Competizioni nazionali
- Campionato tedesco: 2

Norimberga: 1924-1925, 1926-1927